# Claims Conference
Claims Conference (Conference on Jewish Material Claims Against Germany) – międzynarodowa organizacja działająca na rzecz zapewnienia odszkodowań, restytucji mienia oraz pomocy ocalałym z Holocaustu i spadkobiercom ofiar.
Organizacja powołana została w Nowym Jorku w październiku 1951 r. W akcie założycielskim uczestniczyli reprezentanci 22 czołowych organizacji żydowskich z wiodącą rolą Światowego Kongresu Żydów (World Jewish Congress).
Główna siedziba organizacji znajduje się w Nowym Jorku, pozostałe –  w Tel Awiwie, Frankfurcie nad Menem, Wiedniu, Mińsku, Moskwie i Kijowie.